# الدين في جزر سليمان

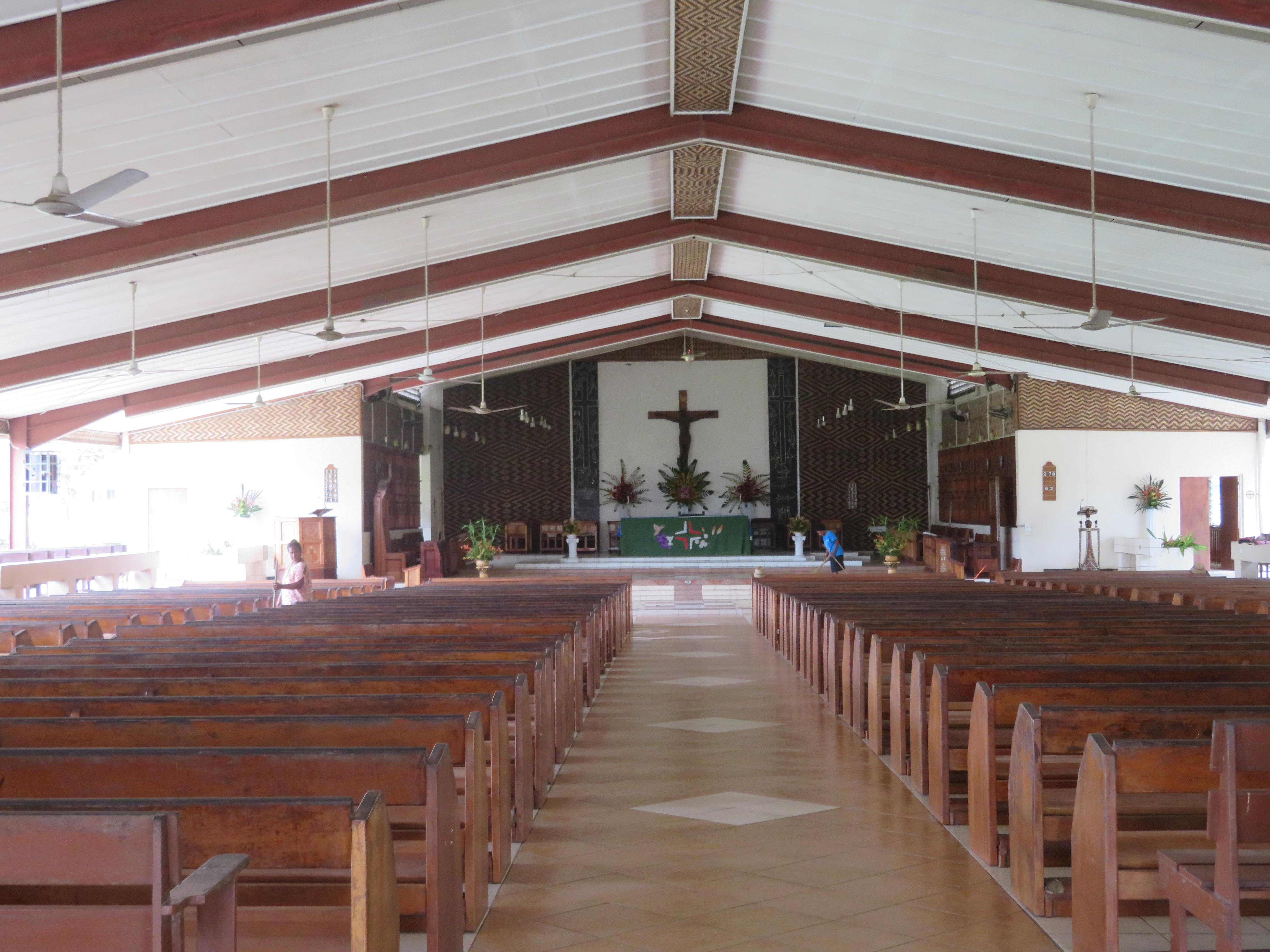
الجزء الداخلي من كاتدرائية القديس برنابا الأنجليكانية في العاصمة هونيارا.

المسيحية هي الديانة السائدة في جزر سليمان، حيث تعتبر الأنجليكانية (كنيسة ميلانيزيا) أكبر طائفة.
ينص دستور جزر سليمان على حرية الدين، وتحترم هذه الحرية عمليًا من جانب الحكومة والمجتمع العام على السواء.